# Kraftwerk Rain
Das Kraftwerk Rain ist ein Laufkraftwerk der Klagenfurter Stadtwerke an der Gurk, im Poggersdorfer Ortsteil Rain.
Das Kraftwerk wurde 1902 unter Bürgermeister Julius Christoph Neuner in Betrieb genommen, dessen Privathaushalt auch als einer der ersten Abnehmer dokumentiert ist. Es ist das vermutlich älteste Kärntner Kraftwerk und war bis zur Inbetriebnahme des Kraftwerk Forstsee 1925 der einzige Stromlieferant für Mittelkärnten. Dementsprechend setzte es den Auftakt für die Elektrifizierung der Region: Im ersten Jahr wurden 870 Stromanschlüsse installiert, die den Strom hauptsächlich für Beleuchtung, Motoren und Bügeleisen nutzten. 1911 wurde auch die Tramway von Pferde- auf Stromantrieb umgestellt.
2009 wurde eine Fischleiter angelegt. Das Kraftwerk steht heute als Industriedenkmal unter Schutz.

## Belege
1. ↑  Akad. Arbeiten - KiS Kärnten. In: kis.ktn.gv.at. Abgerufen am 3. April 2021.
2. ↑  Gurkkraftwerk. In: woerthersee.com. Abgerufen am 3. April 2021.
3. ↑  Kulturelles – Poggersdorf. In: gemeinde-poggersdorf.at. Abgerufen am 3. April 2021.
4. ↑  https://bda.gv.at/fileadmin/Dokumente/bda.gv.at/Publikationen/Denkmalverzeichnis/Oesterreich_PDF/_Ktn._2020_DML_2878POS_formatiert.pdf#page=77